# Uwertura Egmont

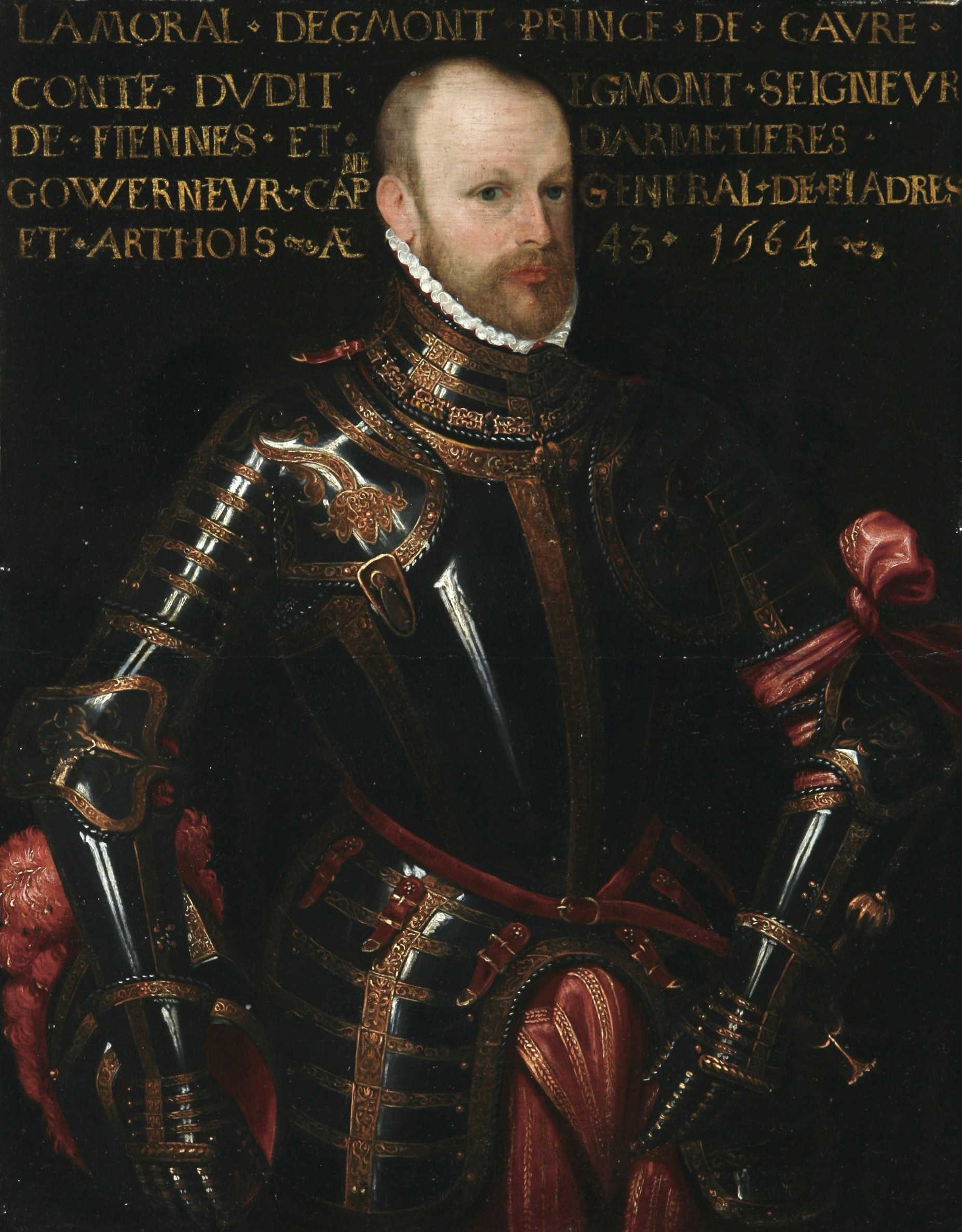
Lamoral, hrabia Egmont (1522-68)

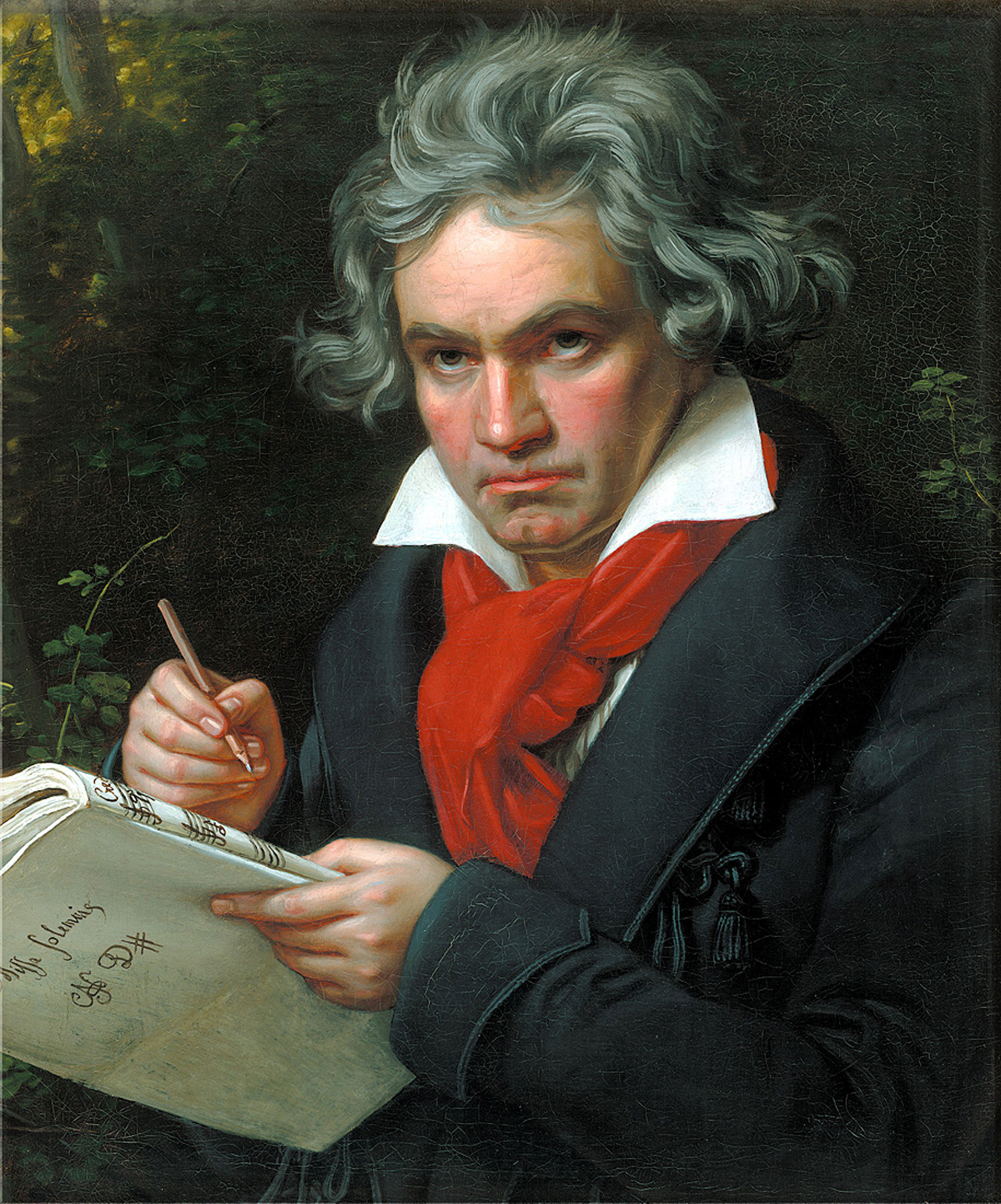
Ludwig van Beethoven (1770-1827)

Uwertura Egmont op. 84 to uwertura koncertowa (w tonacji f-moll) Ludwiga van Beethovena, skomponowana w 1810 r. Należy, obok Coriolana i tzw. Leonory III, do najpopularniejszych uwertur tego kompozytora.
Utwór jest częścią większej całości, skomponowanej jako muzyka do tragedii J.W. Goethego "Egmont", na zamówienie poety, który chciał wykorzystać ją podczas inscenizacji sztuki. 
O ile obecnie reszta muzyki do "Egmonta" wykonywana jest sporadycznie, uwertura wciąż cieszy się niesłabnącą popularnością jako samodzielne dzieło i obecna jest w nagraniach wielu słynnych orkiestr i dyrygentów. 